# Nagda
Nagda là một thành phố và khu đô thị của quận Ujjain thuộc bang Madhya Pradesh, Ấn Độ.

## Địa lý
Nagda có vị trí 22°47′B 75°16′Đ / 22,78°B 75,27°Đ Nó có độ cao trung bình là 529 mét (1735 feet).

## Nhân khẩu
Theo điều tra dân số năm 2001 của Ấn Độ, Nagda có dân số 96.525 người. Phái nam chiếm 52% tổng số dân và phái nữ chiếm 48%. Nagda có tỷ lệ 69% biết đọc biết viết, cao hơn tỷ lệ trung bình toàn quốc là 59,5%: tỷ lệ cho phái nam là 77%, và tỷ lệ cho phái nữ là 60%. Tại Nagda, 14% dân số nhỏ hơn 6 tuổi.